# Barbie Race and Ride
Barbie Race & Ride è un videogioco per bambini del 1999 pubblicato per PlayStation Il videogioco vede protagonista la bambola Barbie. Il suo gameplay basato sull'equitazione lo rende un predecessore spirituale della serie Barbie Horse Adventures.
Il gioco è stato completamente localizzato in lingua italiana.

## Modalità di gioco
Il giocatore può decidere se giocare da solo o se giocare in modalità "2 giocatori" (nella modalità "2 giocatori" non si potrà pulire e nutrire il cavallo). Il giocatore può scegliere l'outfit da far indossare a Barbie e uno dei 4 tipi di cavalli.
Prima di poter andare nei sentieri, si dovrà prendere parte al tutorial, in cui si apprenderà come muovere il cavallo. Dopo averlo completato, verranno sbloccate 4 aree:
- Spiaggia
- Foresta
- Prato
- Montagna

Delle 4 aree presenti, si potrà gareggiare con altri giocatori solo a "Spiaggia" e "Montagna".
Ogni area presenta dei mini-giochi e delle gare da sostenere. Completate le aree, si accederà al livello finale chiamato "Ranch Segreto". 
Completato il livello finale, si troverà un puledro come finale di gioco.

## Cavalli
Ci sono solo 4 tipi di cavalli da poter scegliere: un Palomino, un cavallo Pinto, uno bianco e uno pomellato grigio. Barbie descriverà ognuno di loro quando ci si muoverà con i tasti direzionali su uno dei cavalli. Quando un giocatore sceglie il suo cavallo, apparirà una lista di nomi da poter dare all'animale, come "Sorriso", "Tempesta", "Ariel", "Belle" o "Fiamma".